# Videografija Britney Spears
Videografijo Britney Spears, ameriške glasbenice, sestavlja dvaintrideset videospotov, štiri domače posnetke, dva posnetka s koncertnih turnej, en posnetek glasbene kompilacije in dva dokumentarna filma. Leta 1997 je Britney Spears podpisala pogodbo z založbo Jive Records. Njen prvi videospot je bil videospot za pesem »...Baby One More Time«, v katerem je oblečena kot dekle iz katoliške šole. S to pesmijo in videospotom zanjo je tudi zaslovela. Videospot je dosegel prvo mesto na lestvici TRL-jevih »najbolj ikoničnih videospotov«. Videospot za glavni singl iz njenega drugega glasbenega albuma, »Oops!... I Did It Again«, je doživel podoben uspeh. Zgodba se je odvijala na Marsu, kjer ima Britney Spears oblečeno tesno prilegajočo se rdečo obleko. Videospot za pesem »Stronger« je bil bolj prefinjen in odrasel. Leta 2001 je izdala videospot za pesem »I'm a Slave 4 U«, s katerim se je preselila na bolj odraslo območje, saj je nastopala z zapletenimi plesnimi rutinami in imela oblečene precej tvegane obleke.
Videospot za pesem »Me Against the Music«, ki je vključeval tudi Madonno, je izšel leta 2003. Režiser videospota, Paul Hunter, je o slednjem govoril z MTV-jem, kjer je povedal: »Madonna je ikona zgodnje generacije, Britney pa je novejša generacija. [...] Želel sem si, da bi bilo vse skupaj nekako podobno igri med mačko in mišjo, hkrati pa sem želel prikazati tudi nekakšno predigro Britney in Madonne in z vsem skupaj preprosto dražiti občinstvo.« Britney Spears si je izmislila zgodbo, ki so jo prikazali v videospotu za pesem »Toxic«, sicer pa je videospot režiral Joseph Kahn. Britney Spears igra tri različne inkarnacije sebe in zastrupi svojega nezvestega partnerja. V nekaterih prizorih je gola oziroma oblečena le v diamante. Videospot za pesem »Everytime« je režiral David LaChapelle in je bil znatno temnejši od njenih prejšnjih videospotov. V videospotu je Britney Spears prikazana kot zvezdnica, ki jo stalno obkroža kup papparazzev in se utaplja v svoji kadi, ko začne krvaveti iz rane na svoji glavi. V bolnišnici je zdravniki ne morejo oživeti, v sosednji sobi pa se rodi otrok, ki naj bi bil njena reinkarnacija. Na začetku naj bi v videospotu umrla zaradi prevelikega odmerka drog, vendar so konec potem, ko so ga kritizirale mnoge organizacije, ki so zgodbo interpretirali kot glamurizacijo samomora odstranili. Videospot je vseboval številne verske sklice, kritiki pa so menili, da je bil videospot napoved za težave Britney Spears, ki so se pojavile v prihodnosti. Videospot za njeno verzijo pesmi »My Prerogative« je bil opisan kot »[videospot] z elementom stare hollywoodske skrivnostnosti in blišča.« Videospot se prične z Britney Spears, ki se divje vozi z porschejem in zapelje v bazen.
Videospot za njen singl »Gimme More« iz leta 2007 prikazuje Britney Spears kot striptizeto in se razlikuje od njenih prejšnjih videospotov, ki so bili sestavljeni iz natančne koreografije. S strani kritikov je prejel mešane ocene, ki so večinoma kritizirali njen ples ob drogu in celotno zgodbo videospota. Videospot za pesem »Piece of Me« govori o življenju Britney Spears v tistem času, v videospotu za pesem »Break the Ice« pa je se pevka pojavi kot superherojinja. Videospot za pesem »Womanizer«, ki je izšel leta 2008, je javnost sprejela kot znanilec ponovne oživitve njene kariere. Zgodbo videospota, ki so ga opisali kot nadaljevanje videospota za pesem »Toxic«, sta si izmislila Britney Spears in režiser Joseph Kahn. V videospotu za pesem »Circus« se Britney Spears pojavi kot cirkuška plesalka, kjer jo spremljajo še drugi plesalci, med nastopi v različnih okoljih v cirkusu. Na začetku videospota za pesem »If U Seek Amy« Britney Spears priredi zabavo v svoji hiši, nato pa se spremeni v navadno ameriško gospodinjo, medtem ko je videospot za pesem »Radar« posnet kot posvetilo Madonnini pesmi »Take a Bow«. Odlomek iz videospota za pesem »3« je bil opisan kot »preprost« in »zelo, zelo minimalen«.
Britney Spears je zasedla četrto mesto na VH1-jevi lestvici »50 največjih žensk v obdobju posnetkov«, na katerem so jo prehiteli samo veterani, kot so Madonna, Janet Jackson in Whitney Houston.

## Videospoti
| Leto | Naslov                                       | Album                         | Režiser                        | Tema                                                             |
| ---- | -------------------------------------------- | ----------------------------- | ------------------------------ | ---------------------------------------------------------------- |
| 1998 | »...Baby One More Time«                      | ...Baby One More Time         | Nigel Dick                     | Katoliške šole                                                   |
| 1999 | »Sometimes«                                  | …Baby One More Time           | Nigel Dick                     | Prva ljubezen, plaža                                             |
| 1999 | »(You Drive Me) Crazy« (remix The Stop!)     | …Baby One More Time           | Nigel Dick                     | Večerja v petdesetih                                             |
| 1999 | »Born to Make You Happy«                     | …Baby One More Time           | Bille Woodruff                 | Sanje, love relationship                                         |
| 1999 | »From the Bottom of My Broken Heart«         | ...Baby One More Time         | Gregory Dark                   | Zveza                                                            |
| 2000 | »Oops!... I Did It Again«                    | Oops!... I Did It Again       | Nigel Dick                     | Prihodnost, življenje na Marsu                                   |
| 2000 | »Lucky«                                      | Oops!... I Did It Again       | Dave Meyers                    | Slava, Hollywoodski zvezdniki                                    |
| 2000 | »Stronger«                                   | Oops!... I Did It Again       | Joseph Kahn                    | Moč                                                              |
| 2001 | »Don't Let Me Be the Last to Know«           | Oops!... I Did It Again       | Herb Ritts                     | Plaža, ljubezen                                                  |
| 2001 | »I'm a Slave 4 U«                            | Britney                       | Francis Lawrence               | Poželenje, ples, savna                                           |
| 2001 | »Overprotected«                              | Britney                       | Bille Woodruff                 | Paparazzi, ples                                                  |
| 2002 | »I'm Not a Girl, Not Yet a Woman« 1          | Britney                       | Wayne Isham                    | Mladost, odlomki iz filma Več kot dekle                          |
| 2002 | »Overprotected« (remix Darkchilda)           | Britney                       | Chris Applebaum                | Novice v medijih, paparazzi                                      |
| 2002 | »I Love Rock ‘n’ Roll«                       | Britney                       | Chris Applebaum                | Rock, motorji                                                    |
| 2002 | »Boys« (remix The Co-Ed)                     | Britney                       | Dave Meyers                    | Seksualno poželenje, dvorec, ples                                |
| 2003 | »Me Against the Music«                       | In the Zone                   | Paul Hunter                    | Ples, nočni klubi                                                |
| 2004 | »Toxic«                                      | In the Zone                   | Joseph Kahn                    | Več osebnosti, super heroji, maščevanje, bes                     |
| 2004 | »Everytime«                                  | In the Zone                   | David LaChapelle               | Smrt, reinkarnacija, slava                                       |
| 2004 | »Outrageous« 2                               | In the Zone                   | Dave Meyers                    | Ulica, košarkaška igra                                           |
| 2004 | »My Prerogative«                             | Greatest Hits: My Prerogative | Jake Nava                      | Zakon, slava                                                     |
| 2004 | »Remix Chrisa Coxa« 3                        | Greatest Hits: My Prerogative | Več režiserjev                 | Glasbeni videospoti med leti 1999 – 2004                         |
| 2005 | »Do Somethin'«                               | Greatest Hits: My Prerogative | Britney Spears, Bille Woodruff | Zabava, ples                                                     |
| 2005 | »Someday (I Will Understand)«                | Britney & Kevin: Chaotic      | Michael Haussman               | Nosečnost, življenje, vera                                       |
| 2007 | »Gimme More« 4                               | Blackout                      | Jake Sarfaty                   | Ples ob drogu, striptiz                                          |
| 2007 | »Piece of Me« 5                              | Blackout                      | Wayne Isham                    | Paparazzi, slava                                                 |
| 2008 | »Break the Ice«                              | Blackout                      | Robert Hales                   | Animacije, super heroji                                          |
| 2008 | »Womanizer«                                  | Circus                        | Joseph Kahn                    | Maščevanje, več osebnosti, savna, poslovne ženske, taksi, voznik |
| 2008 | »Circus«                                     | Circus                        | Francis Lawrence               | Cirkus                                                           |
| 2008 | »Kill the Lights«                            | Circus                        | Francis Lawrence               | Animacije, super heroji, paparazzi                               |
| 2009 | »If U Seek Amy«                              | Circus                        | Jake Nava                      | Ameriška družba                                                  |
| 2009 | »Radar«                                      | Circus                        | Dave Meyers                    | Polo klub, poželenje                                             |
| 2009 | »3« 6                                        | The Singles Collection        | Diane Martel                   | Ples, seksualno poželenje                                        |
| 2011 | »Hold It Against Me«                         | Femme Fatale                  | Jonas Åkerlund                 | Slava, ples, snemanje za scenami                                 |
| 2011 | »Till the World Ends«                        | Femme Fatale                  | Ray Kay                        | Apokalipsa, ples                                                 |
| 2011 | »Till the World Ends« (odlomek koreografije) | Femme Fatale                  | Ray Kay                        | Ples                                                             |

Opombe:
- 1 Obstajata dva videospota za pesem »I'm Not a Girl, Not Yet a Woman«. Eden izmed teh je originalni videospot, drugega pa sestvljajo prizori iz filma Več kot dekle.
- 2 Videospot za pesem »Outrageous« je nedokončan. Nekatere prizore so posneli malo preden si je Britney Spears poškodovala svoje koleno.
- 3 Videospot za remix Chrisa Coxa je videospot radijske verzije pesmi. Edina videospota, ki nista prikazana, sta videospota pesmi »Born to Make You Happy« in »My Prerogative«.
- 4 Videospot za pesem »Gimme More« sestavljata dve različni verziji z dvema različnima koncema. V necenzurirani verziji se Britney Spears pojavi zgoraj brez.
- 5 Obstajata dva videospota za pesem »Piece of Me«. Mednarodna verzija prikazuje Britney Spears, ki prvi verz pesmi zapoje pred prostorom, osvetljenim z različnimi lučmi, oblečena v večerno obleko, s svetlo lasuljo, medtem ko v ameriški verziji videospota poje pred barvnim ozadjem, ki je prikazano tudi v nekaterih delih mednarodnega videospota.
- 6 Obstajata dva videospota za pesem »3«. Prvi je uradni videospot, drugi pa je režiserjev odlomek, ki prikazuje nekaj novih scen, različna zaporedja in na začetku se v ozadju sploh ne predvaja glasba.[24]

## Ostali videospoti
- »When Your Eyes Say It« (2001) – Pesem so nameravali izdati kot četrti ali petiu singl iz albuma Oops!... I Did It Again, vendar je zaradi neznanih razlogov ostal neizdan. Posneli so ga januarja 2001, režirala pa sta ga Jonathan Dayton in Valerie Faris.[25]
- »What's Going On« (2001) – Videospot za dobrodelni singl, ki ga je posnelo več zvezdnikov. Vključuje več pevcev.[26]
- »Overprotected« (2002) - Posneli so tudi promocijsko verzijo videospota z odlomki iz filma Več kot dekle. Vključen je tudi v zadnji del filma in na uradno izdajo filma Britney: The Videos ter v del albuma Britney.[27]
- »Anticipating« (2002) – Prvi videospot Britney Spears, posnet v živo, saj so ga posneli med njenim nastopom na turenji Dream Within a Dream Tour, režiral pa ga je Marty Callner. Videospot je izšel samo v Franciji in Braziliji. Izšel je tudi v nekaterih delih Filipinov in Tajvana.[28]
- »That's Where You Take Me« (2003) – Videospot je sestavljen iz fotomontaže fotografij, posnetih v zaodrju njene turneje Dream Within a Dream Tour in nastopih v živo. Režiral ga je Marty Callner, izšel pa je na DVD-ju Live from Las Vegas, vendar samo na Filipinih.[29]
- »Gimme More« (2007) – Originalna verzija videospota je bila sestavljena iz drugačnega koncepta in je vključevala Britney Spears, oblečena v pogrebna oblačila, pa tudi v različna oblačila med plesanjem ob drogu, govoril pa je o ponovnem rojstvu. Ta verzija videospota ostaja neizdana.[30]
- »Human Nature« (2008) – Madonnin videospot za to pesem, uporabljen v ozadju turneje Sticky & Sweet Tour prikazuje Britney Spears, ujeto v dvigalu. Na konec pesmi je vključen tudi verz »To je Britney, kuzla« (»It's Britney, bitch«).[31][32]
- »Everybody’s Looking For Somethin'« (2009) – Ustvarjen za posnetek, ki so ga predvajali med premorom na turneji The Circus Starring Britney Spears. Prikazuje Britney Spears na zabavi, kjer poje svojo verzijo pesmi Marilyna Mansona, »Sweet Dreams (Are Made of This)«.[33][34]
- »Break the Ice« (2009) – Ustvarjen za posnetek, ki so ga predvajali med premorom na turneji The Circus Starring Britney Spears. Sestavljajo ga skoraj vsi njeni videospoti, posneti med leti 1999 in 2008.[33][35]
- »Kill the Lights« (2009) – Animirani videospot, temelji na zgodbi, ki jo je spisal zmagovalec tekmovanja Zabavna fikcija na Britney.com. Prikazuje paparazze, ki Britney Spears sledijo na drug planet.[36][37]

## Nagrade in nominacije MTV Video Music Awards
Od leta 1999 je bila Britney Spears nominirana za sedemindvajset nagrad MTV Video Music Awards, od katerih pa je dobila samo štiri.
| Leto | Kategorija                                        | Naslov                                   | Osvojila? |
| ---- | ------------------------------------------------- | ---------------------------------------- | --------- |
| 1999 | Najboljši ženski videospot                        | »...Baby One More Time«                  | Ne        |
| 1999 | Najboljši pop videospot                           | »...Baby One More Time«                  | Ne        |
| 1999 | Najboljša kinematografija v videospotu            | »...Baby One More Time«                  | Ne        |
| 1999 | Mednarodni videospot po izbiri občinstva - Rusija | »...Baby One More Time«                  | Ne        |
| 2000 | Najboljši dance videospot                         | »(You Drive Me) Crazy« (remix The Stop!) | Ne        |
| 2000 | Najboljši pop videospot                           | »Oops!...I Did It Again«                 | Ne        |
| 2000 | Najboljši ženski videospot                        | »Oops!...I Did It Again«                 | Ne        |
| 2000 | Izbira občinstva                                  | »Oops!...I Did It Again«                 | Ne        |
| 2001 | Najboljši pop videospot                           | »Stronger«                               | Ne        |
| 2002 | Najboljši ženski videospot                        | »I'm a Slave 4 U«                        | Ne        |
| 2002 | Najboljši dance videospot                         | »I'm a Slave 4 U«                        | Ne        |
| 2002 | Najboljša kinematografija v videospotu            | »I'm a Slave 4 U«                        | Ne        |
| 2003 | Najboljši videospot za film                       | »Boys (remix The Co-Eda)«                | Ne        |
| 2004 | Videospot leta                                    | »Toxic«                                  | Ne        |
| 2004 | Najboljši ženski videospot                        | »Toxic«                                  | Ne        |
| 2004 | Najboljši pop videospot                           | »Toxic«                                  | Ne        |
| 2004 | Najboljši dance videospot                         | »Toxic«                                  | Ne        |
| 2008 | Videospot leta                                    | »Piece of Me«                            | Da        |
| 2008 | Najboljši ženski videospot                        | »Piece of Me«                            | Da        |
| 2008 | Najboljši pop videospot                           | »Piece of Me«                            | Da        |
| 2009 | Videospot leta                                    | »Womanizer«                              | Ne        |
| 2009 | Najboljši pop videospot                           | »Womanizer«                              | Da        |
| 2009 | Najboljša režija v videospotu                     | »Circus«                                 | Ne        |
| 2009 | Najboljša kinematografija v videospotu            | »Circus«                                 | Ne        |
| 2009 | Najboljša umetniška režija v videospotu           | »Circus«                                 | Ne        |
| 2009 | Najboljše urejanje v videospotu                   | »Circus«                                 | Ne        |
| 2009 | Najboljša kinematografija v videospotu            | »Circus«                                 | Ne        |

## Video albumi in albumi v živo
| Leto | Naslov | Prodaja in certifikacije |
| ---- | --- | --- |
| 1999 | Time Out with Britney Spears - Datum izida: 21. december 1999 - 1. DVD - Sedmi najbolje prodajan DVD v Združenih državah Amerike                              | - Združene države Amerike: 3x Platinasta (750.000 kopij) |
| 2001 | Live and More! - Datum izida: 21. november 2000 - 1. DVD v živo - Četrti najbolje prodajan DVD v Združenih državah Amerike                                    | - Združene države Amerike: 3x Platinasta (300.000 kopij) - Francija: Platinasta (20.000 kopij)                                                                           |
| 2001 | Britney: The Videos - Datum izida: November 20, 2001 - 2. DVD v živo - Najbolje prodajan DVD v Združenih državah Amerike (2 tedna)                            | - Združene države Amerike: 2x Platinasta (200.000 kopij) |
| 2002 | Live from Las Vegas - Datum izida: 12. februar 2002 - 3. DVD v živo - Najbolje prodajan DVD v Združenih državah Amerike (6 tednov)                            | - Združene države Amerike: 2x Platinasta (200.000 kopij) - Avstralija: Platinasta (15.000 kopij) - Francija: Platinasta (20.000 kopij) - Mehika: Zlata (10.000 kopij)    |
| 2004 | In the Zone - Datum izida: 6. april 2004 - 4. DVD v živo - Najbolje prodajan DVD v Združenih državah Amerike (1 teden)                                        | - Združene države Amerike: Platinasta (100.000 kopij) - Avstralija: Zlata (7.500 kopij) - Francija: Platinasta (20.000 kopij) - Mehika: Zlata (10.000 kopij)             |
| 2004 | Greatest Hits: My Prerogative - Datum izida: 9. november 2004 - 1. DVD z največjimi uspešnicami - Najbolje prodajan DVD v Združenih državah Amerike (3 tedni) | - Združene države Amerike: 2x Platinasta (200.000 kopij) - Avstralija: 3x Platinasta (45.000 kopij) - Francija: Platinasta (20.000 kopij) - Mehika: Zlata (10.000 kopij) |